# Vik (Noruega)

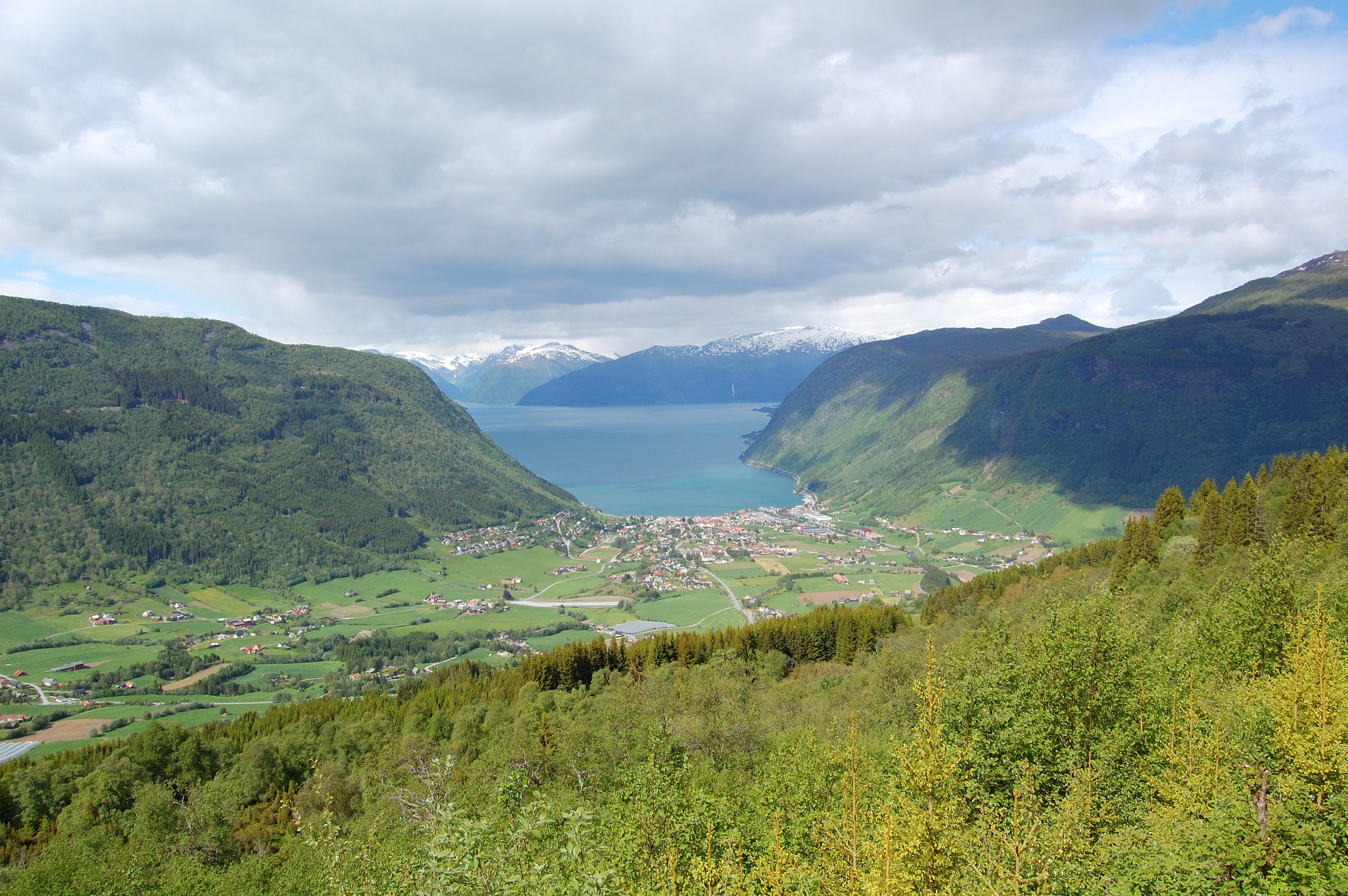
Vik.

Vik é uma comuna da Noruega, com 828 km² de área e 2 899 habitantes (censo de 2004).         